# 宗 (建筑)

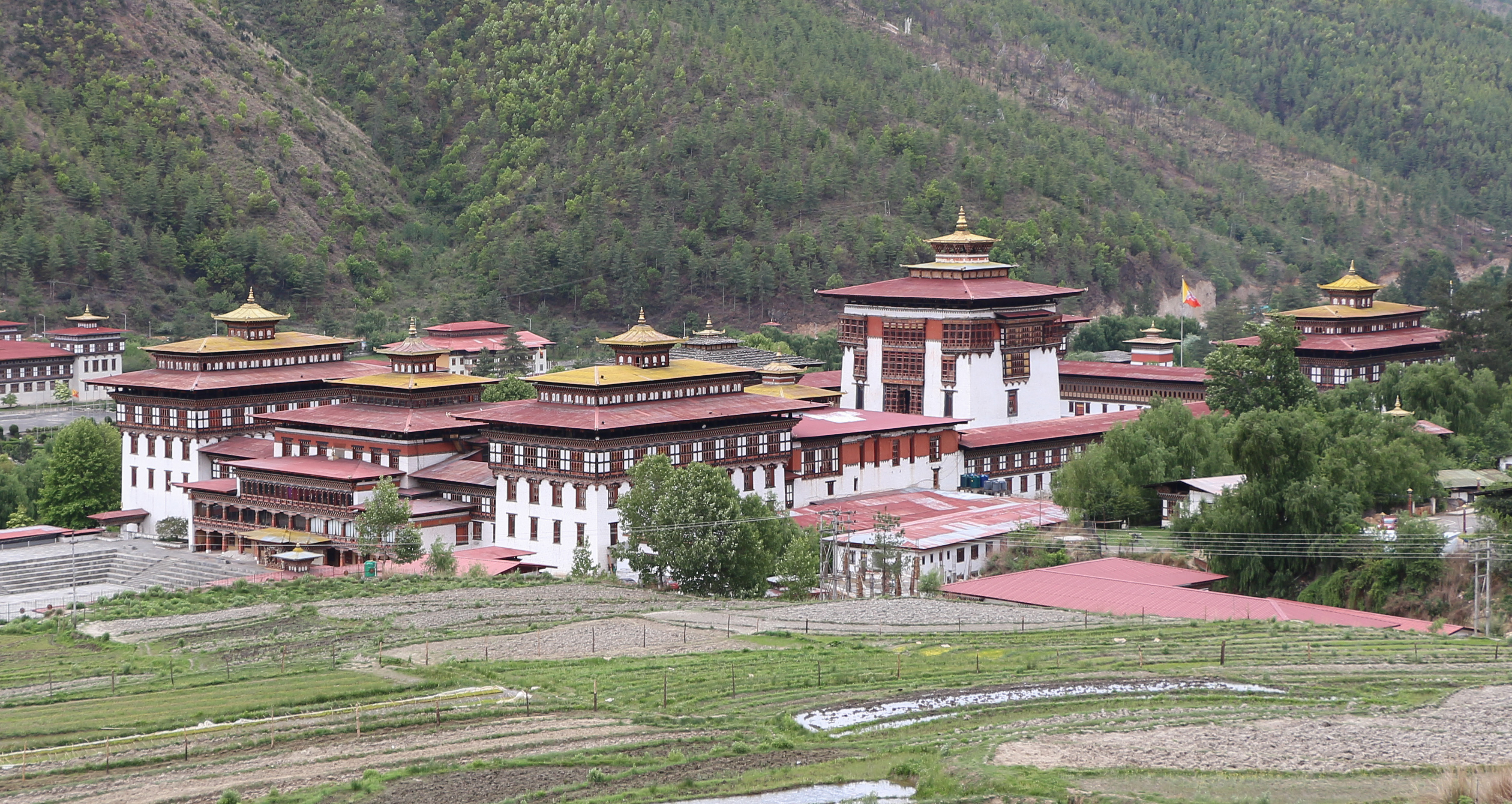
不丹的札西秋宗

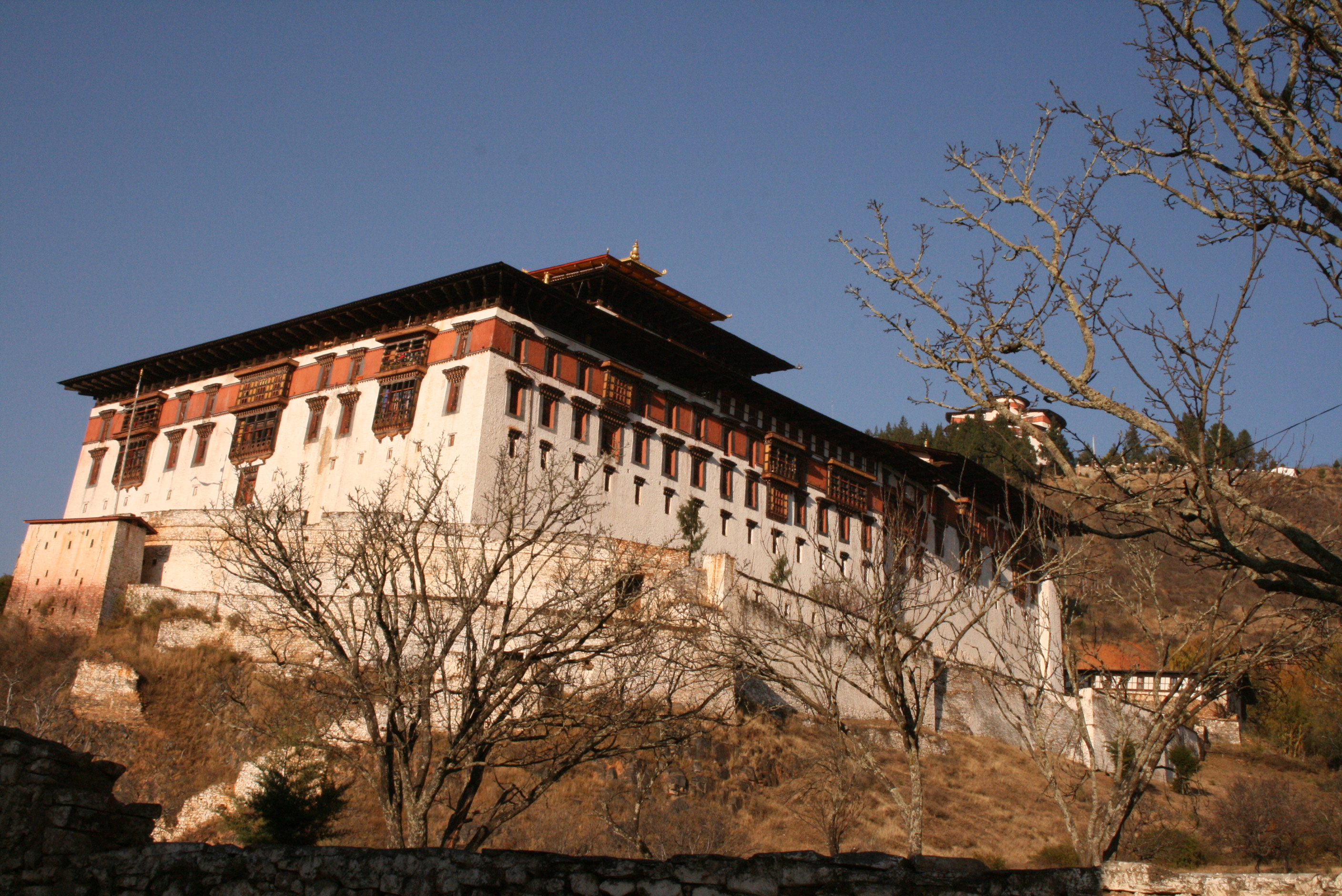
帕罗的日蓬宗

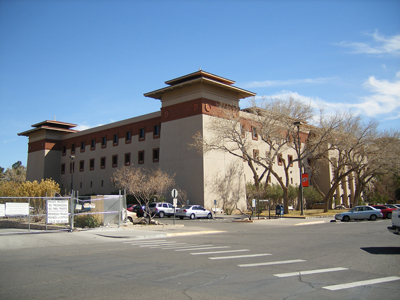
德克薩斯大學艾爾帕索分校圖書館

宗（藏語：རྫོང་，威利转写：rDzong，英文又作Jong，Dzong）是喜马拉雅山地区的一种佛教传统建筑风格，类似于城堡、要塞，主要分布于西藏、不丹。该建筑规模较大，外面是高耸的围墙，里面有着复杂的庭院、寺庙、办公场所和僧侣宿舍。

## 建築特色
- 磚石砌成的的高牆向內傾斜，漆成白色，牆的低處沒有窗戶或很少
- 在牆壁頂部有赭紅色條紋，或間以金色大圈
- 內部寺廟使用風格獨特的飛簷
- 木鐵材質的大門很大
- 內部庭院和寺廟飾以色彩鮮豔的佛教藝術